# Trichoridia endroma
Trichoridia endroma är en fjärilsart som beskrevs av Swinhoe 1893. Trichoridia endroma ingår i släktet Trichoridia och familjen nattflyn. Inga underarter finns listade i Catalogue of Life.